# Yves Cheylan
Yves Cheylan (Aix-en-Provence, 14 novembre 1938 – Gap, 1º maggio 2021) è stato un compositore di scacchi francese.
Nel 2007 ha ricevuto dalla WFCC (World Federation for Chess Composition) il titolo di Grande Maestro della composizione.
Ideatore dell'anticirce Ceylan, un genere particolare degli scacchi circe: «il pezzo che cattura scompare dalla sua casa e ricompare immediatamente nella sua casa di partenza. La cattura è illegale se la casa di partenza non è libera. Il pezzo catturato scompare invece definitivamente. Un pedone che cattura sull'ottava traversa viene prima promosso, poi il pezzo che ne deriva ricompare sulla sua casa di partenza. Gli scacchi al Re sono legati alla regola che il Re non è sotto scacco se la sua "cattura" è illegale in quanto la casa di partenza del pezzo che "cattura" non è libera. Un pezzo non può catturare sulla sua casa di partenza».
Muore il 1º maggio 2021 all'età di 82 anni.
Due sue composizioni:
|   | a | b | c | d | e | f | g | h |   |
| 8 | a8 donna del nero · b8 cavallo del nero · d8 alfiere del nero · g8 torre del bianco · h8 alfiere del bianco · e7 pedone del bianco · f7 re del nero · h7 pedone del bianco · c5 cavallo del bianco · e5 cavallo del nero · f5 cavallo del bianco · a4 alfiere del nero · d4 torre del nero · e4 torre del nero · g4 pedone del nero · h4 pedone del bianco · e3 pedone del nero · g3 re del bianco | a8 donna del nero · b8 cavallo del nero · d8 alfiere del nero · g8 torre del bianco · h8 alfiere del bianco · e7 pedone del bianco · f7 re del nero · h7 pedone del bianco · c5 cavallo del bianco · e5 cavallo del nero · f5 cavallo del bianco · a4 alfiere del nero · d4 torre del nero · e4 torre del nero · g4 pedone del nero · h4 pedone del bianco · e3 pedone del nero · g3 re del bianco | a8 donna del nero · b8 cavallo del nero · d8 alfiere del nero · g8 torre del bianco · h8 alfiere del bianco · e7 pedone del bianco · f7 re del nero · h7 pedone del bianco · c5 cavallo del bianco · e5 cavallo del nero · f5 cavallo del bianco · a4 alfiere del nero · d4 torre del nero · e4 torre del nero · g4 pedone del nero · h4 pedone del bianco · e3 pedone del nero · g3 re del bianco | a8 donna del nero · b8 cavallo del nero · d8 alfiere del nero · g8 torre del bianco · h8 alfiere del bianco · e7 pedone del bianco · f7 re del nero · h7 pedone del bianco · c5 cavallo del bianco · e5 cavallo del nero · f5 cavallo del bianco · a4 alfiere del nero · d4 torre del nero · e4 torre del nero · g4 pedone del nero · h4 pedone del bianco · e3 pedone del nero · g3 re del bianco | a8 donna del nero · b8 cavallo del nero · d8 alfiere del nero · g8 torre del bianco · h8 alfiere del bianco · e7 pedone del bianco · f7 re del nero · h7 pedone del bianco · c5 cavallo del bianco · e5 cavallo del nero · f5 cavallo del bianco · a4 alfiere del nero · d4 torre del nero · e4 torre del nero · g4 pedone del nero · h4 pedone del bianco · e3 pedone del nero · g3 re del bianco | a8 donna del nero · b8 cavallo del nero · d8 alfiere del nero · g8 torre del bianco · h8 alfiere del bianco · e7 pedone del bianco · f7 re del nero · h7 pedone del bianco · c5 cavallo del bianco · e5 cavallo del nero · f5 cavallo del bianco · a4 alfiere del nero · d4 torre del nero · e4 torre del nero · g4 pedone del nero · h4 pedone del bianco · e3 pedone del nero · g3 re del bianco | a8 donna del nero · b8 cavallo del nero · d8 alfiere del nero · g8 torre del bianco · h8 alfiere del bianco · e7 pedone del bianco · f7 re del nero · h7 pedone del bianco · c5 cavallo del bianco · e5 cavallo del nero · f5 cavallo del bianco · a4 alfiere del nero · d4 torre del nero · e4 torre del nero · g4 pedone del nero · h4 pedone del bianco · e3 pedone del nero · g3 re del bianco | a8 donna del nero · b8 cavallo del nero · d8 alfiere del nero · g8 torre del bianco · h8 alfiere del bianco · e7 pedone del bianco · f7 re del nero · h7 pedone del bianco · c5 cavallo del bianco · e5 cavallo del nero · f5 cavallo del bianco · a4 alfiere del nero · d4 torre del nero · e4 torre del nero · g4 pedone del nero · h4 pedone del bianco · e3 pedone del nero · g3 re del bianco | 8 |
| 7 | a8 donna del nero · b8 cavallo del nero · d8 alfiere del nero · g8 torre del bianco · h8 alfiere del bianco · e7 pedone del bianco · f7 re del nero · h7 pedone del bianco · c5 cavallo del bianco · e5 cavallo del nero · f5 cavallo del bianco · a4 alfiere del nero · d4 torre del nero · e4 torre del nero · g4 pedone del nero · h4 pedone del bianco · e3 pedone del nero · g3 re del bianco | a8 donna del nero · b8 cavallo del nero · d8 alfiere del nero · g8 torre del bianco · h8 alfiere del bianco · e7 pedone del bianco · f7 re del nero · h7 pedone del bianco · c5 cavallo del bianco · e5 cavallo del nero · f5 cavallo del bianco · a4 alfiere del nero · d4 torre del nero · e4 torre del nero · g4 pedone del nero · h4 pedone del bianco · e3 pedone del nero · g3 re del bianco | a8 donna del nero · b8 cavallo del nero · d8 alfiere del nero · g8 torre del bianco · h8 alfiere del bianco · e7 pedone del bianco · f7 re del nero · h7 pedone del bianco · c5 cavallo del bianco · e5 cavallo del nero · f5 cavallo del bianco · a4 alfiere del nero · d4 torre del nero · e4 torre del nero · g4 pedone del nero · h4 pedone del bianco · e3 pedone del nero · g3 re del bianco | a8 donna del nero · b8 cavallo del nero · d8 alfiere del nero · g8 torre del bianco · h8 alfiere del bianco · e7 pedone del bianco · f7 re del nero · h7 pedone del bianco · c5 cavallo del bianco · e5 cavallo del nero · f5 cavallo del bianco · a4 alfiere del nero · d4 torre del nero · e4 torre del nero · g4 pedone del nero · h4 pedone del bianco · e3 pedone del nero · g3 re del bianco | a8 donna del nero · b8 cavallo del nero · d8 alfiere del nero · g8 torre del bianco · h8 alfiere del bianco · e7 pedone del bianco · f7 re del nero · h7 pedone del bianco · c5 cavallo del bianco · e5 cavallo del nero · f5 cavallo del bianco · a4 alfiere del nero · d4 torre del nero · e4 torre del nero · g4 pedone del nero · h4 pedone del bianco · e3 pedone del nero · g3 re del bianco | a8 donna del nero · b8 cavallo del nero · d8 alfiere del nero · g8 torre del bianco · h8 alfiere del bianco · e7 pedone del bianco · f7 re del nero · h7 pedone del bianco · c5 cavallo del bianco · e5 cavallo del nero · f5 cavallo del bianco · a4 alfiere del nero · d4 torre del nero · e4 torre del nero · g4 pedone del nero · h4 pedone del bianco · e3 pedone del nero · g3 re del bianco | a8 donna del nero · b8 cavallo del nero · d8 alfiere del nero · g8 torre del bianco · h8 alfiere del bianco · e7 pedone del bianco · f7 re del nero · h7 pedone del bianco · c5 cavallo del bianco · e5 cavallo del nero · f5 cavallo del bianco · a4 alfiere del nero · d4 torre del nero · e4 torre del nero · g4 pedone del nero · h4 pedone del bianco · e3 pedone del nero · g3 re del bianco | a8 donna del nero · b8 cavallo del nero · d8 alfiere del nero · g8 torre del bianco · h8 alfiere del bianco · e7 pedone del bianco · f7 re del nero · h7 pedone del bianco · c5 cavallo del bianco · e5 cavallo del nero · f5 cavallo del bianco · a4 alfiere del nero · d4 torre del nero · e4 torre del nero · g4 pedone del nero · h4 pedone del bianco · e3 pedone del nero · g3 re del bianco | 7 |
| 6 | a8 donna del nero · b8 cavallo del nero · d8 alfiere del nero · g8 torre del bianco · h8 alfiere del bianco · e7 pedone del bianco · f7 re del nero · h7 pedone del bianco · c5 cavallo del bianco · e5 cavallo del nero · f5 cavallo del bianco · a4 alfiere del nero · d4 torre del nero · e4 torre del nero · g4 pedone del nero · h4 pedone del bianco · e3 pedone del nero · g3 re del bianco | a8 donna del nero · b8 cavallo del nero · d8 alfiere del nero · g8 torre del bianco · h8 alfiere del bianco · e7 pedone del bianco · f7 re del nero · h7 pedone del bianco · c5 cavallo del bianco · e5 cavallo del nero · f5 cavallo del bianco · a4 alfiere del nero · d4 torre del nero · e4 torre del nero · g4 pedone del nero · h4 pedone del bianco · e3 pedone del nero · g3 re del bianco | a8 donna del nero · b8 cavallo del nero · d8 alfiere del nero · g8 torre del bianco · h8 alfiere del bianco · e7 pedone del bianco · f7 re del nero · h7 pedone del bianco · c5 cavallo del bianco · e5 cavallo del nero · f5 cavallo del bianco · a4 alfiere del nero · d4 torre del nero · e4 torre del nero · g4 pedone del nero · h4 pedone del bianco · e3 pedone del nero · g3 re del bianco | a8 donna del nero · b8 cavallo del nero · d8 alfiere del nero · g8 torre del bianco · h8 alfiere del bianco · e7 pedone del bianco · f7 re del nero · h7 pedone del bianco · c5 cavallo del bianco · e5 cavallo del nero · f5 cavallo del bianco · a4 alfiere del nero · d4 torre del nero · e4 torre del nero · g4 pedone del nero · h4 pedone del bianco · e3 pedone del nero · g3 re del bianco | a8 donna del nero · b8 cavallo del nero · d8 alfiere del nero · g8 torre del bianco · h8 alfiere del bianco · e7 pedone del bianco · f7 re del nero · h7 pedone del bianco · c5 cavallo del bianco · e5 cavallo del nero · f5 cavallo del bianco · a4 alfiere del nero · d4 torre del nero · e4 torre del nero · g4 pedone del nero · h4 pedone del bianco · e3 pedone del nero · g3 re del bianco | a8 donna del nero · b8 cavallo del nero · d8 alfiere del nero · g8 torre del bianco · h8 alfiere del bianco · e7 pedone del bianco · f7 re del nero · h7 pedone del bianco · c5 cavallo del bianco · e5 cavallo del nero · f5 cavallo del bianco · a4 alfiere del nero · d4 torre del nero · e4 torre del nero · g4 pedone del nero · h4 pedone del bianco · e3 pedone del nero · g3 re del bianco | a8 donna del nero · b8 cavallo del nero · d8 alfiere del nero · g8 torre del bianco · h8 alfiere del bianco · e7 pedone del bianco · f7 re del nero · h7 pedone del bianco · c5 cavallo del bianco · e5 cavallo del nero · f5 cavallo del bianco · a4 alfiere del nero · d4 torre del nero · e4 torre del nero · g4 pedone del nero · h4 pedone del bianco · e3 pedone del nero · g3 re del bianco | a8 donna del nero · b8 cavallo del nero · d8 alfiere del nero · g8 torre del bianco · h8 alfiere del bianco · e7 pedone del bianco · f7 re del nero · h7 pedone del bianco · c5 cavallo del bianco · e5 cavallo del nero · f5 cavallo del bianco · a4 alfiere del nero · d4 torre del nero · e4 torre del nero · g4 pedone del nero · h4 pedone del bianco · e3 pedone del nero · g3 re del bianco | 6 |
| 5 | a8 donna del nero · b8 cavallo del nero · d8 alfiere del nero · g8 torre del bianco · h8 alfiere del bianco · e7 pedone del bianco · f7 re del nero · h7 pedone del bianco · c5 cavallo del bianco · e5 cavallo del nero · f5 cavallo del bianco · a4 alfiere del nero · d4 torre del nero · e4 torre del nero · g4 pedone del nero · h4 pedone del bianco · e3 pedone del nero · g3 re del bianco | a8 donna del nero · b8 cavallo del nero · d8 alfiere del nero · g8 torre del bianco · h8 alfiere del bianco · e7 pedone del bianco · f7 re del nero · h7 pedone del bianco · c5 cavallo del bianco · e5 cavallo del nero · f5 cavallo del bianco · a4 alfiere del nero · d4 torre del nero · e4 torre del nero · g4 pedone del nero · h4 pedone del bianco · e3 pedone del nero · g3 re del bianco | a8 donna del nero · b8 cavallo del nero · d8 alfiere del nero · g8 torre del bianco · h8 alfiere del bianco · e7 pedone del bianco · f7 re del nero · h7 pedone del bianco · c5 cavallo del bianco · e5 cavallo del nero · f5 cavallo del bianco · a4 alfiere del nero · d4 torre del nero · e4 torre del nero · g4 pedone del nero · h4 pedone del bianco · e3 pedone del nero · g3 re del bianco | a8 donna del nero · b8 cavallo del nero · d8 alfiere del nero · g8 torre del bianco · h8 alfiere del bianco · e7 pedone del bianco · f7 re del nero · h7 pedone del bianco · c5 cavallo del bianco · e5 cavallo del nero · f5 cavallo del bianco · a4 alfiere del nero · d4 torre del nero · e4 torre del nero · g4 pedone del nero · h4 pedone del bianco · e3 pedone del nero · g3 re del bianco | a8 donna del nero · b8 cavallo del nero · d8 alfiere del nero · g8 torre del bianco · h8 alfiere del bianco · e7 pedone del bianco · f7 re del nero · h7 pedone del bianco · c5 cavallo del bianco · e5 cavallo del nero · f5 cavallo del bianco · a4 alfiere del nero · d4 torre del nero · e4 torre del nero · g4 pedone del nero · h4 pedone del bianco · e3 pedone del nero · g3 re del bianco | a8 donna del nero · b8 cavallo del nero · d8 alfiere del nero · g8 torre del bianco · h8 alfiere del bianco · e7 pedone del bianco · f7 re del nero · h7 pedone del bianco · c5 cavallo del bianco · e5 cavallo del nero · f5 cavallo del bianco · a4 alfiere del nero · d4 torre del nero · e4 torre del nero · g4 pedone del nero · h4 pedone del bianco · e3 pedone del nero · g3 re del bianco | a8 donna del nero · b8 cavallo del nero · d8 alfiere del nero · g8 torre del bianco · h8 alfiere del bianco · e7 pedone del bianco · f7 re del nero · h7 pedone del bianco · c5 cavallo del bianco · e5 cavallo del nero · f5 cavallo del bianco · a4 alfiere del nero · d4 torre del nero · e4 torre del nero · g4 pedone del nero · h4 pedone del bianco · e3 pedone del nero · g3 re del bianco | a8 donna del nero · b8 cavallo del nero · d8 alfiere del nero · g8 torre del bianco · h8 alfiere del bianco · e7 pedone del bianco · f7 re del nero · h7 pedone del bianco · c5 cavallo del bianco · e5 cavallo del nero · f5 cavallo del bianco · a4 alfiere del nero · d4 torre del nero · e4 torre del nero · g4 pedone del nero · h4 pedone del bianco · e3 pedone del nero · g3 re del bianco | 5 |
| 4 | a8 donna del nero · b8 cavallo del nero · d8 alfiere del nero · g8 torre del bianco · h8 alfiere del bianco · e7 pedone del bianco · f7 re del nero · h7 pedone del bianco · c5 cavallo del bianco · e5 cavallo del nero · f5 cavallo del bianco · a4 alfiere del nero · d4 torre del nero · e4 torre del nero · g4 pedone del nero · h4 pedone del bianco · e3 pedone del nero · g3 re del bianco | a8 donna del nero · b8 cavallo del nero · d8 alfiere del nero · g8 torre del bianco · h8 alfiere del bianco · e7 pedone del bianco · f7 re del nero · h7 pedone del bianco · c5 cavallo del bianco · e5 cavallo del nero · f5 cavallo del bianco · a4 alfiere del nero · d4 torre del nero · e4 torre del nero · g4 pedone del nero · h4 pedone del bianco · e3 pedone del nero · g3 re del bianco | a8 donna del nero · b8 cavallo del nero · d8 alfiere del nero · g8 torre del bianco · h8 alfiere del bianco · e7 pedone del bianco · f7 re del nero · h7 pedone del bianco · c5 cavallo del bianco · e5 cavallo del nero · f5 cavallo del bianco · a4 alfiere del nero · d4 torre del nero · e4 torre del nero · g4 pedone del nero · h4 pedone del bianco · e3 pedone del nero · g3 re del bianco | a8 donna del nero · b8 cavallo del nero · d8 alfiere del nero · g8 torre del bianco · h8 alfiere del bianco · e7 pedone del bianco · f7 re del nero · h7 pedone del bianco · c5 cavallo del bianco · e5 cavallo del nero · f5 cavallo del bianco · a4 alfiere del nero · d4 torre del nero · e4 torre del nero · g4 pedone del nero · h4 pedone del bianco · e3 pedone del nero · g3 re del bianco | a8 donna del nero · b8 cavallo del nero · d8 alfiere del nero · g8 torre del bianco · h8 alfiere del bianco · e7 pedone del bianco · f7 re del nero · h7 pedone del bianco · c5 cavallo del bianco · e5 cavallo del nero · f5 cavallo del bianco · a4 alfiere del nero · d4 torre del nero · e4 torre del nero · g4 pedone del nero · h4 pedone del bianco · e3 pedone del nero · g3 re del bianco | a8 donna del nero · b8 cavallo del nero · d8 alfiere del nero · g8 torre del bianco · h8 alfiere del bianco · e7 pedone del bianco · f7 re del nero · h7 pedone del bianco · c5 cavallo del bianco · e5 cavallo del nero · f5 cavallo del bianco · a4 alfiere del nero · d4 torre del nero · e4 torre del nero · g4 pedone del nero · h4 pedone del bianco · e3 pedone del nero · g3 re del bianco | a8 donna del nero · b8 cavallo del nero · d8 alfiere del nero · g8 torre del bianco · h8 alfiere del bianco · e7 pedone del bianco · f7 re del nero · h7 pedone del bianco · c5 cavallo del bianco · e5 cavallo del nero · f5 cavallo del bianco · a4 alfiere del nero · d4 torre del nero · e4 torre del nero · g4 pedone del nero · h4 pedone del bianco · e3 pedone del nero · g3 re del bianco | a8 donna del nero · b8 cavallo del nero · d8 alfiere del nero · g8 torre del bianco · h8 alfiere del bianco · e7 pedone del bianco · f7 re del nero · h7 pedone del bianco · c5 cavallo del bianco · e5 cavallo del nero · f5 cavallo del bianco · a4 alfiere del nero · d4 torre del nero · e4 torre del nero · g4 pedone del nero · h4 pedone del bianco · e3 pedone del nero · g3 re del bianco | 4 |
| 3 | a8 donna del nero · b8 cavallo del nero · d8 alfiere del nero · g8 torre del bianco · h8 alfiere del bianco · e7 pedone del bianco · f7 re del nero · h7 pedone del bianco · c5 cavallo del bianco · e5 cavallo del nero · f5 cavallo del bianco · a4 alfiere del nero · d4 torre del nero · e4 torre del nero · g4 pedone del nero · h4 pedone del bianco · e3 pedone del nero · g3 re del bianco | a8 donna del nero · b8 cavallo del nero · d8 alfiere del nero · g8 torre del bianco · h8 alfiere del bianco · e7 pedone del bianco · f7 re del nero · h7 pedone del bianco · c5 cavallo del bianco · e5 cavallo del nero · f5 cavallo del bianco · a4 alfiere del nero · d4 torre del nero · e4 torre del nero · g4 pedone del nero · h4 pedone del bianco · e3 pedone del nero · g3 re del bianco | a8 donna del nero · b8 cavallo del nero · d8 alfiere del nero · g8 torre del bianco · h8 alfiere del bianco · e7 pedone del bianco · f7 re del nero · h7 pedone del bianco · c5 cavallo del bianco · e5 cavallo del nero · f5 cavallo del bianco · a4 alfiere del nero · d4 torre del nero · e4 torre del nero · g4 pedone del nero · h4 pedone del bianco · e3 pedone del nero · g3 re del bianco | a8 donna del nero · b8 cavallo del nero · d8 alfiere del nero · g8 torre del bianco · h8 alfiere del bianco · e7 pedone del bianco · f7 re del nero · h7 pedone del bianco · c5 cavallo del bianco · e5 cavallo del nero · f5 cavallo del bianco · a4 alfiere del nero · d4 torre del nero · e4 torre del nero · g4 pedone del nero · h4 pedone del bianco · e3 pedone del nero · g3 re del bianco | a8 donna del nero · b8 cavallo del nero · d8 alfiere del nero · g8 torre del bianco · h8 alfiere del bianco · e7 pedone del bianco · f7 re del nero · h7 pedone del bianco · c5 cavallo del bianco · e5 cavallo del nero · f5 cavallo del bianco · a4 alfiere del nero · d4 torre del nero · e4 torre del nero · g4 pedone del nero · h4 pedone del bianco · e3 pedone del nero · g3 re del bianco | a8 donna del nero · b8 cavallo del nero · d8 alfiere del nero · g8 torre del bianco · h8 alfiere del bianco · e7 pedone del bianco · f7 re del nero · h7 pedone del bianco · c5 cavallo del bianco · e5 cavallo del nero · f5 cavallo del bianco · a4 alfiere del nero · d4 torre del nero · e4 torre del nero · g4 pedone del nero · h4 pedone del bianco · e3 pedone del nero · g3 re del bianco | a8 donna del nero · b8 cavallo del nero · d8 alfiere del nero · g8 torre del bianco · h8 alfiere del bianco · e7 pedone del bianco · f7 re del nero · h7 pedone del bianco · c5 cavallo del bianco · e5 cavallo del nero · f5 cavallo del bianco · a4 alfiere del nero · d4 torre del nero · e4 torre del nero · g4 pedone del nero · h4 pedone del bianco · e3 pedone del nero · g3 re del bianco | a8 donna del nero · b8 cavallo del nero · d8 alfiere del nero · g8 torre del bianco · h8 alfiere del bianco · e7 pedone del bianco · f7 re del nero · h7 pedone del bianco · c5 cavallo del bianco · e5 cavallo del nero · f5 cavallo del bianco · a4 alfiere del nero · d4 torre del nero · e4 torre del nero · g4 pedone del nero · h4 pedone del bianco · e3 pedone del nero · g3 re del bianco | 3 |
| 2 | a8 donna del nero · b8 cavallo del nero · d8 alfiere del nero · g8 torre del bianco · h8 alfiere del bianco · e7 pedone del bianco · f7 re del nero · h7 pedone del bianco · c5 cavallo del bianco · e5 cavallo del nero · f5 cavallo del bianco · a4 alfiere del nero · d4 torre del nero · e4 torre del nero · g4 pedone del nero · h4 pedone del bianco · e3 pedone del nero · g3 re del bianco | a8 donna del nero · b8 cavallo del nero · d8 alfiere del nero · g8 torre del bianco · h8 alfiere del bianco · e7 pedone del bianco · f7 re del nero · h7 pedone del bianco · c5 cavallo del bianco · e5 cavallo del nero · f5 cavallo del bianco · a4 alfiere del nero · d4 torre del nero · e4 torre del nero · g4 pedone del nero · h4 pedone del bianco · e3 pedone del nero · g3 re del bianco | a8 donna del nero · b8 cavallo del nero · d8 alfiere del nero · g8 torre del bianco · h8 alfiere del bianco · e7 pedone del bianco · f7 re del nero · h7 pedone del bianco · c5 cavallo del bianco · e5 cavallo del nero · f5 cavallo del bianco · a4 alfiere del nero · d4 torre del nero · e4 torre del nero · g4 pedone del nero · h4 pedone del bianco · e3 pedone del nero · g3 re del bianco | a8 donna del nero · b8 cavallo del nero · d8 alfiere del nero · g8 torre del bianco · h8 alfiere del bianco · e7 pedone del bianco · f7 re del nero · h7 pedone del bianco · c5 cavallo del bianco · e5 cavallo del nero · f5 cavallo del bianco · a4 alfiere del nero · d4 torre del nero · e4 torre del nero · g4 pedone del nero · h4 pedone del bianco · e3 pedone del nero · g3 re del bianco | a8 donna del nero · b8 cavallo del nero · d8 alfiere del nero · g8 torre del bianco · h8 alfiere del bianco · e7 pedone del bianco · f7 re del nero · h7 pedone del bianco · c5 cavallo del bianco · e5 cavallo del nero · f5 cavallo del bianco · a4 alfiere del nero · d4 torre del nero · e4 torre del nero · g4 pedone del nero · h4 pedone del bianco · e3 pedone del nero · g3 re del bianco | a8 donna del nero · b8 cavallo del nero · d8 alfiere del nero · g8 torre del bianco · h8 alfiere del bianco · e7 pedone del bianco · f7 re del nero · h7 pedone del bianco · c5 cavallo del bianco · e5 cavallo del nero · f5 cavallo del bianco · a4 alfiere del nero · d4 torre del nero · e4 torre del nero · g4 pedone del nero · h4 pedone del bianco · e3 pedone del nero · g3 re del bianco | a8 donna del nero · b8 cavallo del nero · d8 alfiere del nero · g8 torre del bianco · h8 alfiere del bianco · e7 pedone del bianco · f7 re del nero · h7 pedone del bianco · c5 cavallo del bianco · e5 cavallo del nero · f5 cavallo del bianco · a4 alfiere del nero · d4 torre del nero · e4 torre del nero · g4 pedone del nero · h4 pedone del bianco · e3 pedone del nero · g3 re del bianco | a8 donna del nero · b8 cavallo del nero · d8 alfiere del nero · g8 torre del bianco · h8 alfiere del bianco · e7 pedone del bianco · f7 re del nero · h7 pedone del bianco · c5 cavallo del bianco · e5 cavallo del nero · f5 cavallo del bianco · a4 alfiere del nero · d4 torre del nero · e4 torre del nero · g4 pedone del nero · h4 pedone del bianco · e3 pedone del nero · g3 re del bianco | 2 |
| 1 | a8 donna del nero · b8 cavallo del nero · d8 alfiere del nero · g8 torre del bianco · h8 alfiere del bianco · e7 pedone del bianco · f7 re del nero · h7 pedone del bianco · c5 cavallo del bianco · e5 cavallo del nero · f5 cavallo del bianco · a4 alfiere del nero · d4 torre del nero · e4 torre del nero · g4 pedone del nero · h4 pedone del bianco · e3 pedone del nero · g3 re del bianco | a8 donna del nero · b8 cavallo del nero · d8 alfiere del nero · g8 torre del bianco · h8 alfiere del bianco · e7 pedone del bianco · f7 re del nero · h7 pedone del bianco · c5 cavallo del bianco · e5 cavallo del nero · f5 cavallo del bianco · a4 alfiere del nero · d4 torre del nero · e4 torre del nero · g4 pedone del nero · h4 pedone del bianco · e3 pedone del nero · g3 re del bianco | a8 donna del nero · b8 cavallo del nero · d8 alfiere del nero · g8 torre del bianco · h8 alfiere del bianco · e7 pedone del bianco · f7 re del nero · h7 pedone del bianco · c5 cavallo del bianco · e5 cavallo del nero · f5 cavallo del bianco · a4 alfiere del nero · d4 torre del nero · e4 torre del nero · g4 pedone del nero · h4 pedone del bianco · e3 pedone del nero · g3 re del bianco | a8 donna del nero · b8 cavallo del nero · d8 alfiere del nero · g8 torre del bianco · h8 alfiere del bianco · e7 pedone del bianco · f7 re del nero · h7 pedone del bianco · c5 cavallo del bianco · e5 cavallo del nero · f5 cavallo del bianco · a4 alfiere del nero · d4 torre del nero · e4 torre del nero · g4 pedone del nero · h4 pedone del bianco · e3 pedone del nero · g3 re del bianco | a8 donna del nero · b8 cavallo del nero · d8 alfiere del nero · g8 torre del bianco · h8 alfiere del bianco · e7 pedone del bianco · f7 re del nero · h7 pedone del bianco · c5 cavallo del bianco · e5 cavallo del nero · f5 cavallo del bianco · a4 alfiere del nero · d4 torre del nero · e4 torre del nero · g4 pedone del nero · h4 pedone del bianco · e3 pedone del nero · g3 re del bianco | a8 donna del nero · b8 cavallo del nero · d8 alfiere del nero · g8 torre del bianco · h8 alfiere del bianco · e7 pedone del bianco · f7 re del nero · h7 pedone del bianco · c5 cavallo del bianco · e5 cavallo del nero · f5 cavallo del bianco · a4 alfiere del nero · d4 torre del nero · e4 torre del nero · g4 pedone del nero · h4 pedone del bianco · e3 pedone del nero · g3 re del bianco | a8 donna del nero · b8 cavallo del nero · d8 alfiere del nero · g8 torre del bianco · h8 alfiere del bianco · e7 pedone del bianco · f7 re del nero · h7 pedone del bianco · c5 cavallo del bianco · e5 cavallo del nero · f5 cavallo del bianco · a4 alfiere del nero · d4 torre del nero · e4 torre del nero · g4 pedone del nero · h4 pedone del bianco · e3 pedone del nero · g3 re del bianco | a8 donna del nero · b8 cavallo del nero · d8 alfiere del nero · g8 torre del bianco · h8 alfiere del bianco · e7 pedone del bianco · f7 re del nero · h7 pedone del bianco · c5 cavallo del bianco · e5 cavallo del nero · f5 cavallo del bianco · a4 alfiere del nero · d4 torre del nero · e4 torre del nero · g4 pedone del nero · h4 pedone del bianco · e3 pedone del nero · g3 re del bianco | 1 |
|   | a | b | c | d | e | f | g | h |   |

Soluzione:
1. exd8=D? ... Txd8!
1. h5!  (min. 2. Tf8#)
1... Cbd7 2. e8=D/A#

1... Ced7 2. exd8=C#

|   | a | b | c | d | e | f | g | h |   |
| 8 | a8 donna del nero · e8 torre del nero · a7 pedone del nero · e7 pedone del nero · b6 pedone del nero · f6 cavallo del nero · b5 pedone del nero · d5 pedone del bianco · f5 torre del bianco · b4 cavallo del bianco · c4 re del nero · d4 cavallo del nero · a3 pedone del bianco · b3 cavallo del bianco · e3 alfiere del bianco · f3 pedone del nero · a2 alfiere del bianco · b2 pedone del bianco · f1 re del bianco | a8 donna del nero · e8 torre del nero · a7 pedone del nero · e7 pedone del nero · b6 pedone del nero · f6 cavallo del nero · b5 pedone del nero · d5 pedone del bianco · f5 torre del bianco · b4 cavallo del bianco · c4 re del nero · d4 cavallo del nero · a3 pedone del bianco · b3 cavallo del bianco · e3 alfiere del bianco · f3 pedone del nero · a2 alfiere del bianco · b2 pedone del bianco · f1 re del bianco | a8 donna del nero · e8 torre del nero · a7 pedone del nero · e7 pedone del nero · b6 pedone del nero · f6 cavallo del nero · b5 pedone del nero · d5 pedone del bianco · f5 torre del bianco · b4 cavallo del bianco · c4 re del nero · d4 cavallo del nero · a3 pedone del bianco · b3 cavallo del bianco · e3 alfiere del bianco · f3 pedone del nero · a2 alfiere del bianco · b2 pedone del bianco · f1 re del bianco | a8 donna del nero · e8 torre del nero · a7 pedone del nero · e7 pedone del nero · b6 pedone del nero · f6 cavallo del nero · b5 pedone del nero · d5 pedone del bianco · f5 torre del bianco · b4 cavallo del bianco · c4 re del nero · d4 cavallo del nero · a3 pedone del bianco · b3 cavallo del bianco · e3 alfiere del bianco · f3 pedone del nero · a2 alfiere del bianco · b2 pedone del bianco · f1 re del bianco | a8 donna del nero · e8 torre del nero · a7 pedone del nero · e7 pedone del nero · b6 pedone del nero · f6 cavallo del nero · b5 pedone del nero · d5 pedone del bianco · f5 torre del bianco · b4 cavallo del bianco · c4 re del nero · d4 cavallo del nero · a3 pedone del bianco · b3 cavallo del bianco · e3 alfiere del bianco · f3 pedone del nero · a2 alfiere del bianco · b2 pedone del bianco · f1 re del bianco | a8 donna del nero · e8 torre del nero · a7 pedone del nero · e7 pedone del nero · b6 pedone del nero · f6 cavallo del nero · b5 pedone del nero · d5 pedone del bianco · f5 torre del bianco · b4 cavallo del bianco · c4 re del nero · d4 cavallo del nero · a3 pedone del bianco · b3 cavallo del bianco · e3 alfiere del bianco · f3 pedone del nero · a2 alfiere del bianco · b2 pedone del bianco · f1 re del bianco | a8 donna del nero · e8 torre del nero · a7 pedone del nero · e7 pedone del nero · b6 pedone del nero · f6 cavallo del nero · b5 pedone del nero · d5 pedone del bianco · f5 torre del bianco · b4 cavallo del bianco · c4 re del nero · d4 cavallo del nero · a3 pedone del bianco · b3 cavallo del bianco · e3 alfiere del bianco · f3 pedone del nero · a2 alfiere del bianco · b2 pedone del bianco · f1 re del bianco | a8 donna del nero · e8 torre del nero · a7 pedone del nero · e7 pedone del nero · b6 pedone del nero · f6 cavallo del nero · b5 pedone del nero · d5 pedone del bianco · f5 torre del bianco · b4 cavallo del bianco · c4 re del nero · d4 cavallo del nero · a3 pedone del bianco · b3 cavallo del bianco · e3 alfiere del bianco · f3 pedone del nero · a2 alfiere del bianco · b2 pedone del bianco · f1 re del bianco | 8 |
| 7 | a8 donna del nero · e8 torre del nero · a7 pedone del nero · e7 pedone del nero · b6 pedone del nero · f6 cavallo del nero · b5 pedone del nero · d5 pedone del bianco · f5 torre del bianco · b4 cavallo del bianco · c4 re del nero · d4 cavallo del nero · a3 pedone del bianco · b3 cavallo del bianco · e3 alfiere del bianco · f3 pedone del nero · a2 alfiere del bianco · b2 pedone del bianco · f1 re del bianco | a8 donna del nero · e8 torre del nero · a7 pedone del nero · e7 pedone del nero · b6 pedone del nero · f6 cavallo del nero · b5 pedone del nero · d5 pedone del bianco · f5 torre del bianco · b4 cavallo del bianco · c4 re del nero · d4 cavallo del nero · a3 pedone del bianco · b3 cavallo del bianco · e3 alfiere del bianco · f3 pedone del nero · a2 alfiere del bianco · b2 pedone del bianco · f1 re del bianco | a8 donna del nero · e8 torre del nero · a7 pedone del nero · e7 pedone del nero · b6 pedone del nero · f6 cavallo del nero · b5 pedone del nero · d5 pedone del bianco · f5 torre del bianco · b4 cavallo del bianco · c4 re del nero · d4 cavallo del nero · a3 pedone del bianco · b3 cavallo del bianco · e3 alfiere del bianco · f3 pedone del nero · a2 alfiere del bianco · b2 pedone del bianco · f1 re del bianco | a8 donna del nero · e8 torre del nero · a7 pedone del nero · e7 pedone del nero · b6 pedone del nero · f6 cavallo del nero · b5 pedone del nero · d5 pedone del bianco · f5 torre del bianco · b4 cavallo del bianco · c4 re del nero · d4 cavallo del nero · a3 pedone del bianco · b3 cavallo del bianco · e3 alfiere del bianco · f3 pedone del nero · a2 alfiere del bianco · b2 pedone del bianco · f1 re del bianco | a8 donna del nero · e8 torre del nero · a7 pedone del nero · e7 pedone del nero · b6 pedone del nero · f6 cavallo del nero · b5 pedone del nero · d5 pedone del bianco · f5 torre del bianco · b4 cavallo del bianco · c4 re del nero · d4 cavallo del nero · a3 pedone del bianco · b3 cavallo del bianco · e3 alfiere del bianco · f3 pedone del nero · a2 alfiere del bianco · b2 pedone del bianco · f1 re del bianco | a8 donna del nero · e8 torre del nero · a7 pedone del nero · e7 pedone del nero · b6 pedone del nero · f6 cavallo del nero · b5 pedone del nero · d5 pedone del bianco · f5 torre del bianco · b4 cavallo del bianco · c4 re del nero · d4 cavallo del nero · a3 pedone del bianco · b3 cavallo del bianco · e3 alfiere del bianco · f3 pedone del nero · a2 alfiere del bianco · b2 pedone del bianco · f1 re del bianco | a8 donna del nero · e8 torre del nero · a7 pedone del nero · e7 pedone del nero · b6 pedone del nero · f6 cavallo del nero · b5 pedone del nero · d5 pedone del bianco · f5 torre del bianco · b4 cavallo del bianco · c4 re del nero · d4 cavallo del nero · a3 pedone del bianco · b3 cavallo del bianco · e3 alfiere del bianco · f3 pedone del nero · a2 alfiere del bianco · b2 pedone del bianco · f1 re del bianco | a8 donna del nero · e8 torre del nero · a7 pedone del nero · e7 pedone del nero · b6 pedone del nero · f6 cavallo del nero · b5 pedone del nero · d5 pedone del bianco · f5 torre del bianco · b4 cavallo del bianco · c4 re del nero · d4 cavallo del nero · a3 pedone del bianco · b3 cavallo del bianco · e3 alfiere del bianco · f3 pedone del nero · a2 alfiere del bianco · b2 pedone del bianco · f1 re del bianco | 7 |
| 6 | a8 donna del nero · e8 torre del nero · a7 pedone del nero · e7 pedone del nero · b6 pedone del nero · f6 cavallo del nero · b5 pedone del nero · d5 pedone del bianco · f5 torre del bianco · b4 cavallo del bianco · c4 re del nero · d4 cavallo del nero · a3 pedone del bianco · b3 cavallo del bianco · e3 alfiere del bianco · f3 pedone del nero · a2 alfiere del bianco · b2 pedone del bianco · f1 re del bianco | a8 donna del nero · e8 torre del nero · a7 pedone del nero · e7 pedone del nero · b6 pedone del nero · f6 cavallo del nero · b5 pedone del nero · d5 pedone del bianco · f5 torre del bianco · b4 cavallo del bianco · c4 re del nero · d4 cavallo del nero · a3 pedone del bianco · b3 cavallo del bianco · e3 alfiere del bianco · f3 pedone del nero · a2 alfiere del bianco · b2 pedone del bianco · f1 re del bianco | a8 donna del nero · e8 torre del nero · a7 pedone del nero · e7 pedone del nero · b6 pedone del nero · f6 cavallo del nero · b5 pedone del nero · d5 pedone del bianco · f5 torre del bianco · b4 cavallo del bianco · c4 re del nero · d4 cavallo del nero · a3 pedone del bianco · b3 cavallo del bianco · e3 alfiere del bianco · f3 pedone del nero · a2 alfiere del bianco · b2 pedone del bianco · f1 re del bianco | a8 donna del nero · e8 torre del nero · a7 pedone del nero · e7 pedone del nero · b6 pedone del nero · f6 cavallo del nero · b5 pedone del nero · d5 pedone del bianco · f5 torre del bianco · b4 cavallo del bianco · c4 re del nero · d4 cavallo del nero · a3 pedone del bianco · b3 cavallo del bianco · e3 alfiere del bianco · f3 pedone del nero · a2 alfiere del bianco · b2 pedone del bianco · f1 re del bianco | a8 donna del nero · e8 torre del nero · a7 pedone del nero · e7 pedone del nero · b6 pedone del nero · f6 cavallo del nero · b5 pedone del nero · d5 pedone del bianco · f5 torre del bianco · b4 cavallo del bianco · c4 re del nero · d4 cavallo del nero · a3 pedone del bianco · b3 cavallo del bianco · e3 alfiere del bianco · f3 pedone del nero · a2 alfiere del bianco · b2 pedone del bianco · f1 re del bianco | a8 donna del nero · e8 torre del nero · a7 pedone del nero · e7 pedone del nero · b6 pedone del nero · f6 cavallo del nero · b5 pedone del nero · d5 pedone del bianco · f5 torre del bianco · b4 cavallo del bianco · c4 re del nero · d4 cavallo del nero · a3 pedone del bianco · b3 cavallo del bianco · e3 alfiere del bianco · f3 pedone del nero · a2 alfiere del bianco · b2 pedone del bianco · f1 re del bianco | a8 donna del nero · e8 torre del nero · a7 pedone del nero · e7 pedone del nero · b6 pedone del nero · f6 cavallo del nero · b5 pedone del nero · d5 pedone del bianco · f5 torre del bianco · b4 cavallo del bianco · c4 re del nero · d4 cavallo del nero · a3 pedone del bianco · b3 cavallo del bianco · e3 alfiere del bianco · f3 pedone del nero · a2 alfiere del bianco · b2 pedone del bianco · f1 re del bianco | a8 donna del nero · e8 torre del nero · a7 pedone del nero · e7 pedone del nero · b6 pedone del nero · f6 cavallo del nero · b5 pedone del nero · d5 pedone del bianco · f5 torre del bianco · b4 cavallo del bianco · c4 re del nero · d4 cavallo del nero · a3 pedone del bianco · b3 cavallo del bianco · e3 alfiere del bianco · f3 pedone del nero · a2 alfiere del bianco · b2 pedone del bianco · f1 re del bianco | 6 |
| 5 | a8 donna del nero · e8 torre del nero · a7 pedone del nero · e7 pedone del nero · b6 pedone del nero · f6 cavallo del nero · b5 pedone del nero · d5 pedone del bianco · f5 torre del bianco · b4 cavallo del bianco · c4 re del nero · d4 cavallo del nero · a3 pedone del bianco · b3 cavallo del bianco · e3 alfiere del bianco · f3 pedone del nero · a2 alfiere del bianco · b2 pedone del bianco · f1 re del bianco | a8 donna del nero · e8 torre del nero · a7 pedone del nero · e7 pedone del nero · b6 pedone del nero · f6 cavallo del nero · b5 pedone del nero · d5 pedone del bianco · f5 torre del bianco · b4 cavallo del bianco · c4 re del nero · d4 cavallo del nero · a3 pedone del bianco · b3 cavallo del bianco · e3 alfiere del bianco · f3 pedone del nero · a2 alfiere del bianco · b2 pedone del bianco · f1 re del bianco | a8 donna del nero · e8 torre del nero · a7 pedone del nero · e7 pedone del nero · b6 pedone del nero · f6 cavallo del nero · b5 pedone del nero · d5 pedone del bianco · f5 torre del bianco · b4 cavallo del bianco · c4 re del nero · d4 cavallo del nero · a3 pedone del bianco · b3 cavallo del bianco · e3 alfiere del bianco · f3 pedone del nero · a2 alfiere del bianco · b2 pedone del bianco · f1 re del bianco | a8 donna del nero · e8 torre del nero · a7 pedone del nero · e7 pedone del nero · b6 pedone del nero · f6 cavallo del nero · b5 pedone del nero · d5 pedone del bianco · f5 torre del bianco · b4 cavallo del bianco · c4 re del nero · d4 cavallo del nero · a3 pedone del bianco · b3 cavallo del bianco · e3 alfiere del bianco · f3 pedone del nero · a2 alfiere del bianco · b2 pedone del bianco · f1 re del bianco | a8 donna del nero · e8 torre del nero · a7 pedone del nero · e7 pedone del nero · b6 pedone del nero · f6 cavallo del nero · b5 pedone del nero · d5 pedone del bianco · f5 torre del bianco · b4 cavallo del bianco · c4 re del nero · d4 cavallo del nero · a3 pedone del bianco · b3 cavallo del bianco · e3 alfiere del bianco · f3 pedone del nero · a2 alfiere del bianco · b2 pedone del bianco · f1 re del bianco | a8 donna del nero · e8 torre del nero · a7 pedone del nero · e7 pedone del nero · b6 pedone del nero · f6 cavallo del nero · b5 pedone del nero · d5 pedone del bianco · f5 torre del bianco · b4 cavallo del bianco · c4 re del nero · d4 cavallo del nero · a3 pedone del bianco · b3 cavallo del bianco · e3 alfiere del bianco · f3 pedone del nero · a2 alfiere del bianco · b2 pedone del bianco · f1 re del bianco | a8 donna del nero · e8 torre del nero · a7 pedone del nero · e7 pedone del nero · b6 pedone del nero · f6 cavallo del nero · b5 pedone del nero · d5 pedone del bianco · f5 torre del bianco · b4 cavallo del bianco · c4 re del nero · d4 cavallo del nero · a3 pedone del bianco · b3 cavallo del bianco · e3 alfiere del bianco · f3 pedone del nero · a2 alfiere del bianco · b2 pedone del bianco · f1 re del bianco | a8 donna del nero · e8 torre del nero · a7 pedone del nero · e7 pedone del nero · b6 pedone del nero · f6 cavallo del nero · b5 pedone del nero · d5 pedone del bianco · f5 torre del bianco · b4 cavallo del bianco · c4 re del nero · d4 cavallo del nero · a3 pedone del bianco · b3 cavallo del bianco · e3 alfiere del bianco · f3 pedone del nero · a2 alfiere del bianco · b2 pedone del bianco · f1 re del bianco | 5 |
| 4 | a8 donna del nero · e8 torre del nero · a7 pedone del nero · e7 pedone del nero · b6 pedone del nero · f6 cavallo del nero · b5 pedone del nero · d5 pedone del bianco · f5 torre del bianco · b4 cavallo del bianco · c4 re del nero · d4 cavallo del nero · a3 pedone del bianco · b3 cavallo del bianco · e3 alfiere del bianco · f3 pedone del nero · a2 alfiere del bianco · b2 pedone del bianco · f1 re del bianco | a8 donna del nero · e8 torre del nero · a7 pedone del nero · e7 pedone del nero · b6 pedone del nero · f6 cavallo del nero · b5 pedone del nero · d5 pedone del bianco · f5 torre del bianco · b4 cavallo del bianco · c4 re del nero · d4 cavallo del nero · a3 pedone del bianco · b3 cavallo del bianco · e3 alfiere del bianco · f3 pedone del nero · a2 alfiere del bianco · b2 pedone del bianco · f1 re del bianco | a8 donna del nero · e8 torre del nero · a7 pedone del nero · e7 pedone del nero · b6 pedone del nero · f6 cavallo del nero · b5 pedone del nero · d5 pedone del bianco · f5 torre del bianco · b4 cavallo del bianco · c4 re del nero · d4 cavallo del nero · a3 pedone del bianco · b3 cavallo del bianco · e3 alfiere del bianco · f3 pedone del nero · a2 alfiere del bianco · b2 pedone del bianco · f1 re del bianco | a8 donna del nero · e8 torre del nero · a7 pedone del nero · e7 pedone del nero · b6 pedone del nero · f6 cavallo del nero · b5 pedone del nero · d5 pedone del bianco · f5 torre del bianco · b4 cavallo del bianco · c4 re del nero · d4 cavallo del nero · a3 pedone del bianco · b3 cavallo del bianco · e3 alfiere del bianco · f3 pedone del nero · a2 alfiere del bianco · b2 pedone del bianco · f1 re del bianco | a8 donna del nero · e8 torre del nero · a7 pedone del nero · e7 pedone del nero · b6 pedone del nero · f6 cavallo del nero · b5 pedone del nero · d5 pedone del bianco · f5 torre del bianco · b4 cavallo del bianco · c4 re del nero · d4 cavallo del nero · a3 pedone del bianco · b3 cavallo del bianco · e3 alfiere del bianco · f3 pedone del nero · a2 alfiere del bianco · b2 pedone del bianco · f1 re del bianco | a8 donna del nero · e8 torre del nero · a7 pedone del nero · e7 pedone del nero · b6 pedone del nero · f6 cavallo del nero · b5 pedone del nero · d5 pedone del bianco · f5 torre del bianco · b4 cavallo del bianco · c4 re del nero · d4 cavallo del nero · a3 pedone del bianco · b3 cavallo del bianco · e3 alfiere del bianco · f3 pedone del nero · a2 alfiere del bianco · b2 pedone del bianco · f1 re del bianco | a8 donna del nero · e8 torre del nero · a7 pedone del nero · e7 pedone del nero · b6 pedone del nero · f6 cavallo del nero · b5 pedone del nero · d5 pedone del bianco · f5 torre del bianco · b4 cavallo del bianco · c4 re del nero · d4 cavallo del nero · a3 pedone del bianco · b3 cavallo del bianco · e3 alfiere del bianco · f3 pedone del nero · a2 alfiere del bianco · b2 pedone del bianco · f1 re del bianco | a8 donna del nero · e8 torre del nero · a7 pedone del nero · e7 pedone del nero · b6 pedone del nero · f6 cavallo del nero · b5 pedone del nero · d5 pedone del bianco · f5 torre del bianco · b4 cavallo del bianco · c4 re del nero · d4 cavallo del nero · a3 pedone del bianco · b3 cavallo del bianco · e3 alfiere del bianco · f3 pedone del nero · a2 alfiere del bianco · b2 pedone del bianco · f1 re del bianco | 4 |
| 3 | a8 donna del nero · e8 torre del nero · a7 pedone del nero · e7 pedone del nero · b6 pedone del nero · f6 cavallo del nero · b5 pedone del nero · d5 pedone del bianco · f5 torre del bianco · b4 cavallo del bianco · c4 re del nero · d4 cavallo del nero · a3 pedone del bianco · b3 cavallo del bianco · e3 alfiere del bianco · f3 pedone del nero · a2 alfiere del bianco · b2 pedone del bianco · f1 re del bianco | a8 donna del nero · e8 torre del nero · a7 pedone del nero · e7 pedone del nero · b6 pedone del nero · f6 cavallo del nero · b5 pedone del nero · d5 pedone del bianco · f5 torre del bianco · b4 cavallo del bianco · c4 re del nero · d4 cavallo del nero · a3 pedone del bianco · b3 cavallo del bianco · e3 alfiere del bianco · f3 pedone del nero · a2 alfiere del bianco · b2 pedone del bianco · f1 re del bianco | a8 donna del nero · e8 torre del nero · a7 pedone del nero · e7 pedone del nero · b6 pedone del nero · f6 cavallo del nero · b5 pedone del nero · d5 pedone del bianco · f5 torre del bianco · b4 cavallo del bianco · c4 re del nero · d4 cavallo del nero · a3 pedone del bianco · b3 cavallo del bianco · e3 alfiere del bianco · f3 pedone del nero · a2 alfiere del bianco · b2 pedone del bianco · f1 re del bianco | a8 donna del nero · e8 torre del nero · a7 pedone del nero · e7 pedone del nero · b6 pedone del nero · f6 cavallo del nero · b5 pedone del nero · d5 pedone del bianco · f5 torre del bianco · b4 cavallo del bianco · c4 re del nero · d4 cavallo del nero · a3 pedone del bianco · b3 cavallo del bianco · e3 alfiere del bianco · f3 pedone del nero · a2 alfiere del bianco · b2 pedone del bianco · f1 re del bianco | a8 donna del nero · e8 torre del nero · a7 pedone del nero · e7 pedone del nero · b6 pedone del nero · f6 cavallo del nero · b5 pedone del nero · d5 pedone del bianco · f5 torre del bianco · b4 cavallo del bianco · c4 re del nero · d4 cavallo del nero · a3 pedone del bianco · b3 cavallo del bianco · e3 alfiere del bianco · f3 pedone del nero · a2 alfiere del bianco · b2 pedone del bianco · f1 re del bianco | a8 donna del nero · e8 torre del nero · a7 pedone del nero · e7 pedone del nero · b6 pedone del nero · f6 cavallo del nero · b5 pedone del nero · d5 pedone del bianco · f5 torre del bianco · b4 cavallo del bianco · c4 re del nero · d4 cavallo del nero · a3 pedone del bianco · b3 cavallo del bianco · e3 alfiere del bianco · f3 pedone del nero · a2 alfiere del bianco · b2 pedone del bianco · f1 re del bianco | a8 donna del nero · e8 torre del nero · a7 pedone del nero · e7 pedone del nero · b6 pedone del nero · f6 cavallo del nero · b5 pedone del nero · d5 pedone del bianco · f5 torre del bianco · b4 cavallo del bianco · c4 re del nero · d4 cavallo del nero · a3 pedone del bianco · b3 cavallo del bianco · e3 alfiere del bianco · f3 pedone del nero · a2 alfiere del bianco · b2 pedone del bianco · f1 re del bianco | a8 donna del nero · e8 torre del nero · a7 pedone del nero · e7 pedone del nero · b6 pedone del nero · f6 cavallo del nero · b5 pedone del nero · d5 pedone del bianco · f5 torre del bianco · b4 cavallo del bianco · c4 re del nero · d4 cavallo del nero · a3 pedone del bianco · b3 cavallo del bianco · e3 alfiere del bianco · f3 pedone del nero · a2 alfiere del bianco · b2 pedone del bianco · f1 re del bianco | 3 |
| 2 | a8 donna del nero · e8 torre del nero · a7 pedone del nero · e7 pedone del nero · b6 pedone del nero · f6 cavallo del nero · b5 pedone del nero · d5 pedone del bianco · f5 torre del bianco · b4 cavallo del bianco · c4 re del nero · d4 cavallo del nero · a3 pedone del bianco · b3 cavallo del bianco · e3 alfiere del bianco · f3 pedone del nero · a2 alfiere del bianco · b2 pedone del bianco · f1 re del bianco | a8 donna del nero · e8 torre del nero · a7 pedone del nero · e7 pedone del nero · b6 pedone del nero · f6 cavallo del nero · b5 pedone del nero · d5 pedone del bianco · f5 torre del bianco · b4 cavallo del bianco · c4 re del nero · d4 cavallo del nero · a3 pedone del bianco · b3 cavallo del bianco · e3 alfiere del bianco · f3 pedone del nero · a2 alfiere del bianco · b2 pedone del bianco · f1 re del bianco | a8 donna del nero · e8 torre del nero · a7 pedone del nero · e7 pedone del nero · b6 pedone del nero · f6 cavallo del nero · b5 pedone del nero · d5 pedone del bianco · f5 torre del bianco · b4 cavallo del bianco · c4 re del nero · d4 cavallo del nero · a3 pedone del bianco · b3 cavallo del bianco · e3 alfiere del bianco · f3 pedone del nero · a2 alfiere del bianco · b2 pedone del bianco · f1 re del bianco | a8 donna del nero · e8 torre del nero · a7 pedone del nero · e7 pedone del nero · b6 pedone del nero · f6 cavallo del nero · b5 pedone del nero · d5 pedone del bianco · f5 torre del bianco · b4 cavallo del bianco · c4 re del nero · d4 cavallo del nero · a3 pedone del bianco · b3 cavallo del bianco · e3 alfiere del bianco · f3 pedone del nero · a2 alfiere del bianco · b2 pedone del bianco · f1 re del bianco | a8 donna del nero · e8 torre del nero · a7 pedone del nero · e7 pedone del nero · b6 pedone del nero · f6 cavallo del nero · b5 pedone del nero · d5 pedone del bianco · f5 torre del bianco · b4 cavallo del bianco · c4 re del nero · d4 cavallo del nero · a3 pedone del bianco · b3 cavallo del bianco · e3 alfiere del bianco · f3 pedone del nero · a2 alfiere del bianco · b2 pedone del bianco · f1 re del bianco | a8 donna del nero · e8 torre del nero · a7 pedone del nero · e7 pedone del nero · b6 pedone del nero · f6 cavallo del nero · b5 pedone del nero · d5 pedone del bianco · f5 torre del bianco · b4 cavallo del bianco · c4 re del nero · d4 cavallo del nero · a3 pedone del bianco · b3 cavallo del bianco · e3 alfiere del bianco · f3 pedone del nero · a2 alfiere del bianco · b2 pedone del bianco · f1 re del bianco | a8 donna del nero · e8 torre del nero · a7 pedone del nero · e7 pedone del nero · b6 pedone del nero · f6 cavallo del nero · b5 pedone del nero · d5 pedone del bianco · f5 torre del bianco · b4 cavallo del bianco · c4 re del nero · d4 cavallo del nero · a3 pedone del bianco · b3 cavallo del bianco · e3 alfiere del bianco · f3 pedone del nero · a2 alfiere del bianco · b2 pedone del bianco · f1 re del bianco | a8 donna del nero · e8 torre del nero · a7 pedone del nero · e7 pedone del nero · b6 pedone del nero · f6 cavallo del nero · b5 pedone del nero · d5 pedone del bianco · f5 torre del bianco · b4 cavallo del bianco · c4 re del nero · d4 cavallo del nero · a3 pedone del bianco · b3 cavallo del bianco · e3 alfiere del bianco · f3 pedone del nero · a2 alfiere del bianco · b2 pedone del bianco · f1 re del bianco | 2 |
| 1 | a8 donna del nero · e8 torre del nero · a7 pedone del nero · e7 pedone del nero · b6 pedone del nero · f6 cavallo del nero · b5 pedone del nero · d5 pedone del bianco · f5 torre del bianco · b4 cavallo del bianco · c4 re del nero · d4 cavallo del nero · a3 pedone del bianco · b3 cavallo del bianco · e3 alfiere del bianco · f3 pedone del nero · a2 alfiere del bianco · b2 pedone del bianco · f1 re del bianco | a8 donna del nero · e8 torre del nero · a7 pedone del nero · e7 pedone del nero · b6 pedone del nero · f6 cavallo del nero · b5 pedone del nero · d5 pedone del bianco · f5 torre del bianco · b4 cavallo del bianco · c4 re del nero · d4 cavallo del nero · a3 pedone del bianco · b3 cavallo del bianco · e3 alfiere del bianco · f3 pedone del nero · a2 alfiere del bianco · b2 pedone del bianco · f1 re del bianco | a8 donna del nero · e8 torre del nero · a7 pedone del nero · e7 pedone del nero · b6 pedone del nero · f6 cavallo del nero · b5 pedone del nero · d5 pedone del bianco · f5 torre del bianco · b4 cavallo del bianco · c4 re del nero · d4 cavallo del nero · a3 pedone del bianco · b3 cavallo del bianco · e3 alfiere del bianco · f3 pedone del nero · a2 alfiere del bianco · b2 pedone del bianco · f1 re del bianco | a8 donna del nero · e8 torre del nero · a7 pedone del nero · e7 pedone del nero · b6 pedone del nero · f6 cavallo del nero · b5 pedone del nero · d5 pedone del bianco · f5 torre del bianco · b4 cavallo del bianco · c4 re del nero · d4 cavallo del nero · a3 pedone del bianco · b3 cavallo del bianco · e3 alfiere del bianco · f3 pedone del nero · a2 alfiere del bianco · b2 pedone del bianco · f1 re del bianco | a8 donna del nero · e8 torre del nero · a7 pedone del nero · e7 pedone del nero · b6 pedone del nero · f6 cavallo del nero · b5 pedone del nero · d5 pedone del bianco · f5 torre del bianco · b4 cavallo del bianco · c4 re del nero · d4 cavallo del nero · a3 pedone del bianco · b3 cavallo del bianco · e3 alfiere del bianco · f3 pedone del nero · a2 alfiere del bianco · b2 pedone del bianco · f1 re del bianco | a8 donna del nero · e8 torre del nero · a7 pedone del nero · e7 pedone del nero · b6 pedone del nero · f6 cavallo del nero · b5 pedone del nero · d5 pedone del bianco · f5 torre del bianco · b4 cavallo del bianco · c4 re del nero · d4 cavallo del nero · a3 pedone del bianco · b3 cavallo del bianco · e3 alfiere del bianco · f3 pedone del nero · a2 alfiere del bianco · b2 pedone del bianco · f1 re del bianco | a8 donna del nero · e8 torre del nero · a7 pedone del nero · e7 pedone del nero · b6 pedone del nero · f6 cavallo del nero · b5 pedone del nero · d5 pedone del bianco · f5 torre del bianco · b4 cavallo del bianco · c4 re del nero · d4 cavallo del nero · a3 pedone del bianco · b3 cavallo del bianco · e3 alfiere del bianco · f3 pedone del nero · a2 alfiere del bianco · b2 pedone del bianco · f1 re del bianco | a8 donna del nero · e8 torre del nero · a7 pedone del nero · e7 pedone del nero · b6 pedone del nero · f6 cavallo del nero · b5 pedone del nero · d5 pedone del bianco · f5 torre del bianco · b4 cavallo del bianco · c4 re del nero · d4 cavallo del nero · a3 pedone del bianco · b3 cavallo del bianco · e3 alfiere del bianco · f3 pedone del nero · a2 alfiere del bianco · b2 pedone del bianco · f1 re del bianco | 1 |
|   | a | b | c | d | e | f | g | h |   |

Soluzione:
1. Th5!  (min. 2. Cxd4+ Rc5 3. Cf5#)
1... Cxb3 2. Th4+ Ce4 3. Txe4#

1... Cxd5/g4 2. Cd2+ Rc5 3. Ce4#